# Усадьба смотрителя Каменского завода
Усадьба смотрителя Каменского завода — архитектурный комплекс в исторической части Каменска-Уральского, Свердловской области.
Постановлением Правительства Свердловской области № 859-ПП от 28 декабря 2001 года присвоен статус памятника архитектуры регионального значения.

## Описание
Владельцем усадьбы был смотритель Каменского чугунолитейного завода. Комплекс включает себя жилой дом (Ленина 117), кучерскую избу (Пионерская 8/1), баню, ряд хозяйственных построек (Ленина 119) и представляет образец городской усадьбы 1870—1880 годов с асимметричным угловым положением в пространстве участка. Здание по адресу Ленина 119 также является историческим памятником так как в нём в 1917 году размещался штаб Красной Гвардии.
План усадьбы имеет прямоугольную форму. Главная постройка — это каменный двухэтажный дом, прямоугольный, в плане он формирует северо-восточный угол участка. Главным является северный фасад выходящий на улицу Ленина (бывшая Большая Московская). По центральной оси фасада расположен балкон и аттик. В дворовой части на уровне второго этажа расположена крытая терраса. Здесь в первоначальной планировке располагался вход в здание, но позднее он был перенесён на северный фасад. Южный фасад поставлен выше остальных за счёт высокой парапетной стены. В декоре здания прослеживаются элементы эклектики и классицизма.
Сегодня в здании расположено Каменское епархиальное управление РПЦ.
Хозяйственная постройка на территории здания сильно видоизменена и утратила первоначальный облик. Полностью потеряна кровля, крытая галерея. Позднее были установлены дополнительные оконные проёмы на первом и втором ярусах. В первоначальном варианте дверные и оконные проёмы первого яруса были выполнены с лучковыми перемычками без лишнего декора. На вторых этажах западного и восточного фасадов имеются небольшие круглые оконные проемы. Торец второго этажа восточного фасада, в отличие от гладкого западного, имеет пластическую разработку поверхности стены: круглое окно обрамляет плоский наличник, само окно вписано в широкую ложную арку, а углы стены фланкированы плоскими лопатками. На северном фасаде прикреплены таблички с надписью: «За власть Советов.» и «В этом здании в 1917 году находился штаб Красной Гвардии».
Кучерская представляет собой одноэтажный прямоугольный в плане объём, поставленный по красной линии улицы Пионерской.
|           |  |                         |  |  |  |                   |
| Кучерская |  | Хозяйственная постройка |  |  |  | Памятная табличка |